# MGP 2012
MGP 2012 var tolvte musikkonkurrence, der blev afholdt i Gigantium i Aalborg den 28. januar 2012. 10 sange dystede om at vinde i første runde, og seerne bestemte hvilke tre der gik videre til superfinalen. De tre som fik flest stemmer fra seerne gik videre til superfinalen og fremførte deres sang endnu en gang.
Værterne for MGP 2012 var Jacob Riising og Sofie Lassen-Kahlke.
De ti finalister var blevet afsløret den 7. december 2011

## Deltagere
| Nr | Deltagere    | Fulde navn | Sang                       | Resultat      |
| -- | ------------ | --- | -------------------------- | ------------- |
| 1  | The Allstars | Asger Lorentzen, Emilie Østergaard Jensen, Kasper Westphal Reinholdt, Kristoffer Rødkær Handgaard, Mikkel Grøne | "De Hotteste Kærester"     | Ude           |
| 2  | Astrid       | Astrid Refbjerg Schick                                                                                          | "Et kvarter"               | Ude           |
| 3  | De To Amigos | Ali Khadra, Nadeem Al-Bahadeli                                                                                  | "Mig og Min Amigo"         | Superfinalist |
| 4  | Sofie        | Sofie Daugaard Andersen                                                                                         | "En Lille Del Af Dig"      | Ude           |
| 5  | Josephine    | Josephine Birke Pedersen                                                                                        | "Kærestebrev"              | Ude           |
| 6  | MC Vernes    | Vernes Lepenica                                                                                                 | "Bedre Tider På Vej"       | Ude           |
| 7  | Energy       | Sarah Katrine Dennig Simonsen, Lea Cecilie Dennig Simonsen, Aksel Lai Thomasbjerg                               | "Jeg Bli'r Ved"            | Superfinalist |
| 8  | Sille        | Sille Bay Gercke                                                                                                | "En Sidste Kærlighedståre" | Ude           |
| 9  | Freja-Bella  | Freja-Bella Hofmann Lindahl                                                                                     | "Jeg Elsker At Drømme"     | Ude           |
| 10 | Moriwa       | Sofia Moriwa Larsen                                                                                             | "Kom Alle Venner"          | Superfinalist |

### Superfinale
I superfinalen skulle de tre superfinalister synge igen, hvorefter seerne stemte på den bedste sang.
| Nr | Deltagere    | Sang               | Procent | Placering |
| -- | ------------ | ------------------ | ------- | --------- |
| 1  | De To Amigos | "Mig og Min Amigo" | 28%     | 2         |
| 2  | Energy       | "Jeg Bli'r Ved"    | 47%     | 1         |
| 3  | Moriwa       | "Kom Alle Venner"  | 25%     | 3         |